# Bones
"Bones" là một bài hát của ban nhạc pop rock Imagine Dragons. Bài hát được phát hành thông qua Interscope và Kidinakorner vào ngày 11 tháng 3 năm 2022, là đĩa đơn chính trong album phòng thu thứ sáu của ban nhạc, Mercury - Act 2. Bài hát được viết bởi Dan Reynolds, Wayne Sermon, Ben McKee, Daniel Platzman, và các nhà sản xuất thuôc Mattman & Robin.

## Bối cảnh và phát hành
Vào ngày 9 tháng 3 năm 2022, ban nhạc đã yêu cầu người hâm mộ đến máy chủ Discord của họ lúc 3:00 PST cho một bất ngờ. Người quản lý của ban nhạc và là anh trai của Dan Reynolds, Mac, đã gửi một tệp WAV chứa 13 giây đầu tiên của "Bones". Ngày hôm sau, ban nhạc thông báo trên TikTok rằng bài hát sẽ được phát hành vào ngày 11 tháng 3.

## Video âm nhạc
Vào ngày 6 tháng 4 năm 2022, ban nhạc đã phát hành video âm nhạc chính thức cho bài hát, do Jason Koenig làm đạo diễn. Video thu hút ảnh hưởng từ The Wolf of Wall Street và video âm nhạc Thriller của Michael Jackson. Video có sự tham gia của Dan Reynolds trong vai một nhà kinh doanh ích kỷ làm việc tại Phố Wall, trong khi các thành viên khác trong ban nhạc đóng vai đồng nghiệp. Tuy nhiên, tất cả các nhân viên đột nhiên biến thành những thây ma nhảy múa điên cuồng, tất cả đều đuổi theo Reynolds xung quanh văn phòng. Reynolds sau đó bị thôi miên khi tham gia màn biểu diễn khiêu vũ của các thây ma, trước khi anh bị bắt và bị chặt đầu.

## Xếp hạng
| Bảng xếp hạng (2022)                  | Thứ hạng cao nhất |
| ------------------------------------- | ----------------- |
| Pháp (SNEP)                           | 59                |
| Ý (FIMI)                              | 39                |
| Lithuania (AGATA)                     | 32                |
| New Zealand Hot Singles (RMNZ)        | 6                 |
| San Marino (Radio San Marino RTV)     | 14                |
| Slovakia (Singles Digitál Top 100)    | 13                |
| Sweden Heatseeker (Sverigetopplistan) | 4                 |
| Việt Nam (Vietnam Hot 100)            | 36                |

| Bảng xếp hạng (2022)    | Thứ hạng cao nhất |
| ----------------------- | ----------------- |
| Russia Airplay (TopHit) | 4                 |

## Chứng nhận
| Quốc gia                                                    | Chứng nhận | Số đơn vị/doanh số chứng nhận |
| ----------------------------------------------------------- | ---------- | ----------------------------- |
| Ý (FIMI)                                                    | Gold       | 50.000‡                       |
| ‡ Chứng nhận dựa theo doanh số tiêu thụ và phát trực tuyến. |            |                               |